# Список островов архипелага Шпицберген

архипелаг Шпицберген

Список островов полярного архипелага Шпицберген:
- Остров Баренца

- Остров Медвежий

- Остров Эдж
  - Остров Полумесяца
  - Группа островов Рейке-Эйсе
  - Группа Тысячи островов
  - Группа островов Цайля

- Остров Надежды

- Земля Короля Карла
  - Абелёйа
  - Конгсёйа
  - Свенскёйа

- Остров Белый

- Северо-Восточная Земля
  - Логёйа
  - Стурёйа

- Земля Принца Карла

- Западный Шпицберген
  - Остров Амстердам
  - Остров Датский
  - Моффен
  - Остров Птичий
  - Остров Рукава
  - Остров Новая Земля
  - Сёркаппёйа
  - Остров Вильгельма

- Группа Семи островов
  - Остров Мартенса
  - Остров Нельсона
  - Остров Отражения
  - Остров Филиппа
  - Остров Росса
  - Большой Столовый
  - Малый Столовый
  - Остров Уолдена